# Lentebekerzwam
De lentebekerzwam (Caloscypha fulgens) is een schimmel behorend tot de familie Caloscyphaceae. Hij is ectomycorrhiza vormend, tussen gras, bladeren en naalden onder naald- en loofbomen op humusarm zand. Het is een bekerzwam, typisch tot 4 cm in diameter, met een helder tot lichtoranje binnenkant en oranje; exemplaren die oud of gekneusd zijn, hebben vaak een olijfgroene verkleuring, vooral rond de randen.

## Taxonomie
Deze soort werd voor het eerst beschreven door Christian Hendrik Persoon in 1822 als Peziza fulgens, en is sinds de oorspronkelijke beschrijving gegroepeerd in verschillende geslachten. fylogenetische analyse van DNA-sequentiegegevens toont aan dat Caloscypha fulgens binnen de orde Pezizales in een evolutionaire lijn thuishoort met de families Helvellaceae, Morchellaceae en Tuberaceae. Sinds 1968 werd Caloscypha geplaatst in de familie Pyronemataceae, een kleine groep schimmels die zich van andere Pezizales onderscheiden door hun relatief onontwikkelde peridium. In 2002 werd beschreven dat de nieuwe familie Caloscyphaceae het monotypisch geslacht Caloscypha bevat.

## Kenmerken
Het vruchtlichaam van C. fulgens is ruwweg bekervormig, hoewel de beker enigszins afgeplat, scheef of gespleten kan zijn; de maat is maximaal 6 centimeter in diameter. Het binnenoppervlak van de beker is oranjegeel, terwijl het buitenoppervlak lichtgeel is. De rand rond de rand of het gehele buitenoppervlak kan olijfgroen zijn gekleurd. De groene of blauwachtige verkleuring die optreedt bij letsel of met de leeftijd is uniek binnen de orde Pezizales. De steel, indien aanwezig, is vrij kort. De sporenprint s wit.
Een enkel exemplaar van een albinovorm met een diameter van 2 cm werd ontdekt in Noord-Idaho; Het bleek het pigment te missen dat verantwoordelijk is voor het verkleuren van het buitenoppervlak olijfgroen.
De sporen zijn doorschijnend (hyaliene), ruwweg bolvormig, dunwandig en glad, met afmetingen van 6-8 µm in diameter. De asci zijn cilindrisch en 80–100 x 7–8 µm. De parafysen zijn dun en draadvormig en bevatten oranje korrels. Deze schimmel wordt als niet-giftig beschouwd, maar is niet eetbaar.

## Verspreiding
Deze soort wordt meestal in het voorjaar aangetroffen, vaak onder coniferen, kort nadat de sneeuw is gesmolten. In Noord-Amerika, waar de soort alleen voorkomt tussen maart en juli, is hij wijdverspreid in de Rocky Mountains en de Pacific Northwest C. fulgens is waargenomen in Groot-Brittannië en is daar mogelijk aangekomen via geïmporteerde geïnfecteerde zaden. Het is ook waargenomen uit Japan, Zweden, Nederland en Turkije.
In Nederland komt de lentebekerzwam vrij zeldzaam voor. Hij staat op de rode lijst in de categorie 'gevoelig'.

## Imperecte stadium
De levenscyclus van deze schimmel maakt zowel een onvolmaakte (het maken van aseksuele sporen of conidia) als een perfecte (het maken van seksuele sporen) vorm mogelijk; zoals vaak is gebeurd in de taxonomie van schimmels, kreeg de onvolmaakte vorm een andere naam, omdat de relatie tussen de perfecte en onvolmaakte vormen van dezelfde soort toen nog niet bekend was. Het onvolmaakte of conidiale stadium van deze schimmel is de plantenziekte Geniculodendron pyrofirme, voor het eerst gerapporteerd in 1964, en waarvan bekend is dat deze slapende zaden van de Sitka-spar, Picea sitchensis, infecteert. Een onderzoek uit 1978 toonde aan dat ongeveer een derde van de partijen Sitka-sparrenzaad die waren opgeslagen door de British Columbia Forest Service (Canada) zieke zaden bevatten, en dat deze zieke zaden niet ontkiemden wanneer ze in plaatselijke kwekerijen werden gezaaid. De schimmel kan groeien bij lage temperaturen, wat bijdraagt aan zijn vermogen om zaden te doden voordat ze de kans krijgen om te ontkiemen. Geïnfecteerde zaden hebben de neiging te verschrompelen en uitdrogen in plaats van te rotten. Er werd ook aangetoond dat zaadpartijen uit eekhoornzaadcaches een verhoogde incidentie van C. fulgens-infectie veroorzaken. Eekhoorns hebben de neiging dennenappels herhaaldelijk op dezelfde locatie op te slaan, en in koele, vochtige omstandigheden die gunstig zijn voor schimmelgroei. In 2002 werd G. pyriforme aangetroffen op geïmporteerde naaldboomzaden in Duitsland, het eerste dergelijke waarnamen op het vasteland van Europa.